# Höherer Kommandeur der Flakartillerie im Luftkreis V
Der Höhere Kommandeur der Flakartillerie im Luftkreis V war eine Dienststelle in Brigadestärke der Luftwaffe in den 1930er Jahren. Die Aufstellung des Brigadestabes erfolgte am 1. Oktober 1935 mit Gefechtsstand in München. Einziger Kommandeur war Oberst Friedrich Heilingbrunner.
Ihm oblag als höherem Kommandeur und Truppenvorgesetztem die operative Führung der Flakkräfte im Raum Bayern und Württemberg. Im Einzelnen unterstanden ihm mit Stichtag zum 1. Oktober 1936 das
- Flak-Regiment 6 in Ludwigsburg und Göppingen sowie das
- Flak-Regiment 25 im Raum Göppingen und Kitzingen

sowie Teile des Flak-Regiments 5 in München und des Flak-Regiments 8 in Fürth. Durch Umstrukturierungen in der Führungsstruktur der Luftwaffe wurde die Dienststelle am 30. Juni 1938 aufgelöst. Die unterstellten Flak-Regimenter wurden anderen Brigadestäben zugeordnet.